# Katharina Uffmann
Katharina Uffmann  (* 1979 in Wiesbaden) ist eine deutsche Rechtswissenschaftlerin und Hochschullehrerin.

## Leben
Nach dem Abitur am Rabanus-Maurus-Gymnasium in Mainz studierte Uffmann von 1998 bis 2003 Rechtswissenschaften mit wirtschaftswissenschaftlicher Zusatzausbildung (Erwerb des Titels Wirtschaftsjuristin) an der Universität Bayreuth. Im Januar 2004 bestand sie die erste juristische Staatsprüfung. Von 2004 bis 2006 folgte der juristische Vorbereitungsdienst am Oberlandesgericht Bamberg. Nach der zweiten juristischen Staatsprüfung im Jahr 2006 war Uffmann wissenschaftliche Mitarbeiterin am Lehrstuhl für Bürgerliches Recht, Arbeits-, Steuer- und Sozialrecht der Universität Bayreuth und im Oktober 2009 an der Rechts- und Wirtschaftswissenschaftlichen Fakultät der Universität Bayreuth mit einer Arbeit bei Karl-Georg Loritz zum Thema Das Verbot der geltungserhaltenden Reduktion mit Auszeichnung promoviert. Von Juni bis September 2011 folgte ein Auslandsaufenthalt an der University of California, Irvine.
Von Januar 2012 bis Februar 2014 war sie Habilitandin an der Rechts- und Wirtschaftswissenschaftlichen Fakultät der Universität Bayreuth. Im Januar 2014 erhielt sie einen Ruf an die private Universität Witten/Herdecke. Im Februar 2014 folgte die Habilitation durch die Rechts- und Wirtschaftswissenschaftliche Fakultät der Universität Bayreuth, venia legendi für die Fächer Bürgerliches Recht, Arbeitsrecht, Handels- und Gesellschaftsrecht und Kapitalmarktrecht. Mit ihrer interdisziplinär angelegten Habilitationsschrift Interim Management hat sie aus rechtlicher Perspektive Neuland betreten. Der befristete Einsatz externer Fach- und Führungskräfte war trotz seiner weiten Verbreitung in der Rechtswissenschaft bislang noch ein weitgehend unbekanntes Feld. Uffmann hat das ökonomische Phänomen erstmals aus rechtswissenschaftlicher Perspektive durchleuchtet, erklärt und systematisiert. Mit ihrem Habilitationsthema hat sie zudem die Brücke zu Rechtsfragen von Familienunternehmen geschlagen. So referierte und publizierte sie zum Thema Interim Management im Nachfolgeprozess von Familienunternehmen und wurde hierauf noch vor ihrer Habilitation zum Mitglied der Forschungsstelle für Familienunternehmen der Universität Bayreuth berufen. Von Mai 2014 bis März 2016 war sie Inhaberin des WIFU-Stiftungslehrstuhls für Wirtschaftsrecht, Arbeitsrecht und Recht der Familienunternehmen an der Fakultät für Wirtschaftswissenschaft der Universität Witten/Herdecke, gefördert vom Stifterverband für die Deutsche Wissenschaft.
Im November 2015 erhielt sie einen Ruf auf den Lehrstuhl für Bürgerliches Recht, Familien- und Erbrecht sowie Unternehmensrecht der Ruhr-Universität Bochum.

## Kontroverse
Am 20. April 2022 legte Uffmann ein von der Stiftung Klima- und Umweltschutz MV in Auftrag gegebenes Gutachten zur Rechtswidrigkeit einer diskutierten Auflösung eben dieser vor. Auf Grundlage dieses Gutachtens nahm die – seit dem Ukrainekrieg in der Kritik stehende – Stiftung zwei Tage später ihren Betrieb wieder auf.